# Lutjanus aratus
Lutjanus aratus är en fiskart som först beskrevs av Günther, 1864.  Lutjanus aratus ingår i släktet Lutjanus och familjen Lutjanidae. IUCN kategoriserar arten globalt som livskraftig. Inga underarter finns listade i Catalogue of Life.